# Seleção de Futebol da Padânia
A Seleção de Futebol da Padânia é uma equipe de futebol não oficial criada por atletas e torcedores de futebol que afirmam representar as oito regiões do norte da Itália chamadas Padânia. A equipe não é membro da UEFA, nem é afiliada à Federação Italiana de Futebol. Estabeleceu a Lega Federale Calcio Padania.
A Padânia conquistou a posse provisória da NF-Board em 2008 e foi capaz de participar da Copa do Mundo VIVA daquele ano junto com o povo arameu, o Curdistão, a Provença e a Lapônia, vencendo os arameus na final por 2-0. A Padânia manteve a liderança quando sediou a final de 2009, derrotando o Curdistão na final. Derrotou novamente os curdos em 2010 para conquistar sua terceira Copa do Mundo VIVA. A não aparição da equipe na final de 2012 significou que não conseguiu quatro títulos consecutivos. Atualmente é um membro da CONIFA.

## Registros de torneios

### Copa do Mundo VIVA
- 2006 - Não entrou
- 2008 - Campeã
- 2009 - Campeã
- 2010 - Campeã
- 2012 - Não entrou

### Copa do Mundo CONIFA
- 2014 - Quartas de final
- 2016 - Quarto lugar
- 2018 - Terceiro lugar

### Copa Europeia CONIFA
- 2015 - Campeã
- 2017 - Campeã
- 2019 - Sexto lugar

## Elenco atual
Os seguintes jogadores foram convocados para a Copa do Mundo CONIFA de 2018
Treinador:  Arturo Merlo
| Número | Posição    | Jogador              | Data de nascimento      | Gols | Clube               |
| ------ | ---------- | -------------------- | ----------------------- | ---- | ------------------- |
| 1      | Goleiro    | Marco Murriero       | 20 de janeiro de 1983   | 0    | Derthona            |
| 2      | Zagueiro   | Michele Bonfanti     | 7 de janeiro de 1992    | 0    | Arconatese          |
| 3      | Zagueiro   | Nicolas Dossi        | 26 de junho de 1997     | 0    | Grumellese          |
| 4      | Meio Campo | Gianluca Rolandone   | 19 de janeiro de 1989   | 0    | Castellazzo         |
| 5      | Zagueiro   | Stefano Tignonsini   | 25 de novembro de 1981  | 2    | Valcalepio          |
| 6      | Meio Campo | Stefano Baldan       | 29 de maio de 1991      | 0    | ASD Nibionn Oggiono |
| 7      | Atacante   | Ersid Pllumbaj       | 26 de abril de 1989     | 1    | Virtus Bergamo      |
| 8      | Meio Campo | Andrea Rota          | 10 de outubro de 1976   | 7    | Castellanzese       |
| 9      | Atacante   | Federico Corno       | 6 de abril de 1989      | 0    | Caronnese           |
| 10     | Meio Campo | Giacomo Innocenti    | 1 de agosto de 1989     | 5    | Castellazzo         |
| 11     | Meio Campo | Gabriele Piantoni    | 11 de setembro de 1988  | 0    | Grumellese          |
| 12     | Goleiro    | Riccardo Zarri       | 21 de dezembro de 1997  | 0    | Greensboro Spartans |
| 13     | Zagueiro   | Roberto Rudi         | 13 de abril de 1987     | 0    | Varese Calcio       |
| 14     | Meio Campo | Nicola Mazzotti      | 6 de fevereiro de 1987  | 1    | Fiorenzuola         |
| 15     | Zagueiro   | Nicolò Pavan         | 11 de setembro de 1993  | 0    | Chieri              |
| 16     | Atacante   | William Rosset       | 13 de fevereiro de 1993 | 2    | Castellazzo         |
| 17     | Zagueiro   | Marius Stankevičius  | 15 de julho de 1981     | 0    | Crema               |
| 18     | Atacante   | Giulio Valente       | 24 de junho de 1992     | 0    | Inveruno            |
| 19     | Meio Campo | Marco Garavelli      | 4 de março de 1981      | 5    | Casale              |
| 20     | Zagueiro   | Luca Ferri           | 19 de março de 1980     | 1    | Caravaggio          |
| 21     | Atacante   | Riccardo Ravasi      | 9 de dezembro de 1994   | 0    | Grumellese          |
| 22     | Zagueiro   | Danny Magnè          | 21 de maio de 1990      | 0    | Arquatese           |
| 23     | Atacante   | Asante Gullit Okyere | 23 de maio de 1988      | 0    | Giana Erminio       |